# Neurofibromatosi tipus II
La neurofibromatosi tipus II (NF2), fou descrita per primera vegada l'any 1822 per Wishart. És una condició genètica que afecta una de cada 33.000-40.000 persones. També s'anomena neurinoma acústic bilateral o neurofibromatosi central. Els neurinomes -també coneguts com a schwannomes vestibulars- són tumors del nervi acústic. La NF2 es caracteritza per ocasionar greus problemes auditius i d'equilibri, ja que els tumors són sempre bilaterals. Eventualment, també poden causar alteracions visuals.

## Anatomia patològica
Des del punt de vista anatomopatològic, són tumors encapsulats i ben circumscrits que sorgeixen dels elements perineurals de les cèl·lules de Schwann. Per regla general, provoquen elongació i distorsió de les fibres nervioses i no una genuïna destrucció de les mateixes. Microscòpicament, s'observen en aquests tumors dos tipus d'arquitectura cel·lular: Antoni A i B. Les regions tipus Antoni A tenen una densa cel·lularitat, amb grups de nuclis allargats disposats de forma compacta que s'alternen amb zones clares desproveïdes de nuclis (cossos de Verocay). Les regions Antoni B són menys cel·lulars i les cèl·lules que contenen estan distribuïdes amb un patró dispers, molt menys atapeït que el de les regions A. La quantitat de regions B en un neurinoma és força variable, i, ocasionalment, poden no existir.

## Causa
Experiments amb nematodes indiquen que modificacions moleculars induïdes en la proteïna antioncogènica Merlin (Moesin-Ezrin-Radixin-Like Protein), codificada pel gen NF2 i que uneix els filaments d'actina a les glicoproteïnes de la membrana, alteren el comportament de certs neuroblasts (cèl·lules nervioses embrionàries) i podrien ser una de les causes de la formació dels neurinomes.

## Clínica
La pèrdua d'audició en la NF2 es produeix per disminució del diàmetre dels forats coclears, fet que comporta un augment de les proteïnes intralaberíntiques, les quals es poden mesurar emprant la ressonància magnètica millorada amb tècnica de recuperació de la inversió atenuada de fluid (en anglès: Fluid attenuated inversion recovery o FLAIR). El grau d'infiltració tumoral de la paret del conducte auditiu intern depèn molt de les característiques fenotípiques del procés.
Molt ocasionalment, aquesta malaltia pot debutar amb afectació del III parell cranial i miopatia distal. Més freqüentment, es presenta amb meningiomes associats de diferents graus. La major part d'aquests meningiomes associats es desenvolupen a la convexitat i a la falç cerebral; una minoria es presenta a la base del crani, als ventricles laterals o al quart ventricle. Poden ser múltiples (3 o menys habitualment, algunes vegades més de 7), amb una mida mitjana d'uns 14 mm de diàmetre. Alguns presenten canvis psammomatosos (existència d'estructures calcificades rodones intratumorals). Els seguiments a llarg termini de dits tumors meníngics indiquen una mitjana de creixement anyal d'uns 1,5 mm. Si ocasionen problemes neurològics significatius cal la seva resecció quirúrgica. En algunes ocasions, no moltes, els meningiomes reapareixen de novo i es comporten més agressivament que els originals. De forma esporàdica, han estat considerats tumors associats a la NF2 schwannomes no vestibulars i ependimomes.
Intracranialment, els schwannomes vestibulars en la NF2 i els meningiomes que s'associen a la malaltia tenen un índex de creixement similar, que oscil·la entre els 0,30 i els 2,57 cm³ per any. La major part, però, incrementa el seu volum mitjà menys del 10%. Predomina un patró de creixement saltatori, amb fases d'estabilitat -que poden durar molt temps- i episodis d'expansió. Els resultats del tractament antitumoral han de ser avaluats tenint en compte aquesta pauta particular.
La concurrència en un mateix individu de tres tipus diferents de tumors (schwannoma, meningioma i ependimoma) és molt rara, però no excepcional. És coneguda en diversos texts mèdics com a síndrome MISME, (acròstic de Multiple Inherited Schwannomas, Meningiomas and Ependymomas), terme considerat un sinònim de la NF2 per alguns especialistes.
S'ha descrit algun rar cas de NF2 amb compromís de quasi tots els parells cranials, hidrocefàlia i polineuropatia associada d'inici precoç.
No existeix una especial associació entre la NF2 i altres tumors derivats de mutacions aberrants en el gen NF2. Malgrat la coincidència gènica, es creu que aquest fet s'origina en mutacions "sense sentit" presents en dits tumors i que no es donen en la NF2.
La diferenciació entre aquestes dues formes predominants de la malaltia fou establerta l'any 1987.
La NF2 provoca seriosos i progressius trastorns incapacitants. Un estudi japonès correlaciona la progressió i la gravetat de les discapacitats observades en una amplia cohort de malalts de NF2 amb diversos factors. L'inici precoç dels símptomes, els antecedents familiars de la malaltia i l'afectació bilateral tumoral del parell cranial VIII, per exemple, comporten una progressió més ràpida i problemes invalidants de major importància. D'aquests, per la seva freqüència, destaquen la sordesa, la ceguesa, la parèsia facial, l'hemiparèsia, la disàrtria/disfàgia, la disfunció espinal i l'epilèpsia. La mida dels tumors no té un valor significatiu en aquest aspecte.

## Tractament
De vegades, no sempre, dita pèrdua d'audició pot ser millorada amb implants coclears. En alguns casos és possible efectuar simultàniament dits implants i la resecció translaberíntica dels tumors. El tractament conjunt amb bevacizumab i radioteràpia ha donat resultats prometedors, ja que limita significativament els efectes no desitjats de la radiació.
En models experimentals, el tractament amb anticossos anti-factor de creixement de l'endoteli vascular (anti-VEGF, en anglès) durant la radioteràpia, redueix els efectes adversos d'aquesta i millora la regeneració dels nervis afectats pels tumors. Un dels fàrmacs d'aquest tipus de tractament antineoplàsic amb anticossos monoclonals, el bevacizumab, millora també el dolor crònic que pateixen els malalts afectes de NF2 més eficaçment que els opiacis. Una acurada identificació proteòmica de determinats al·lels o de les seves mutacions podria definir "dianes" per fàrmacs immunosupresors (com l'Everolimus, emprat en casos de rebuig de trasplantament) que retardessin el creixement dels tumors relacionats amb la NF2. En casos molt determinats, una combinació de bevacizumab i un altre immunosupressor anomenat Temsirolimus ha estabilitzat el curs de la malaltia. S'han fet experiments amb substàncies citotòxiques d'origen vegetal (cucurbitacina-D i goiazensolida), per valorar la seva possible utilitat terapèutica en el tractament dels tumors de la NF2. Pel que fa a la pèrdua d'oïda, segons la gravetat del cas i l'estabilitat dels tumors s'indiquen diferents tractaments. Davant de tumors de creixement lent les opcions conservadores són les més oportunes, però si el dèficit auditiu és molt gran pot ser convenient implantar una neuropròtesi al tronc encefàlic.

## Darreres investigacions
El març de 2013 es va crear a Barcelona, com innovació assistencial, el primer grup interdisciplinari per a l'estudi de la neurofibromatosi tipus 2, pioner a l'estat espanyol. L'any 2019 se celebrà la primera trobada nacional sobre aquesta malaltia, promoguda pel Centre de referència de Facomatosi de l'Hospital Germans Trias i Pujol-ICO Badalona.